# Đoko Jovanić
Đoko Jovanić (srbsko Ђоко Јованић), srbski general, * 9. oktober 1917, † 29. maj 2000.

## Življenjepis
Leta 1935 je postal član SKOJa, naslednje leto pa član KPJ. Sodeloval je pri organizaciji NOVJ leta 1941 in bil med vojno poveljnik več enot; nazadnje je bil poveljnik 6. proletarske divizije.
Po vojni je končal sovjetsko Vojaško akademijo Vorošilov in bil med drugim načelnik fakultete VVA JLA ter zagrebškega vojnega področja.